# Rivière Mitan
La rivière Mitan est un cours d'eau de Basse-Terre en Guadeloupe prenant sa source à la limite du parc national de la Guadeloupe à la limite des territoires de Sainte-Rose et de Deshaies et se jetant dans la mer des Caraïbes.

## Géographie

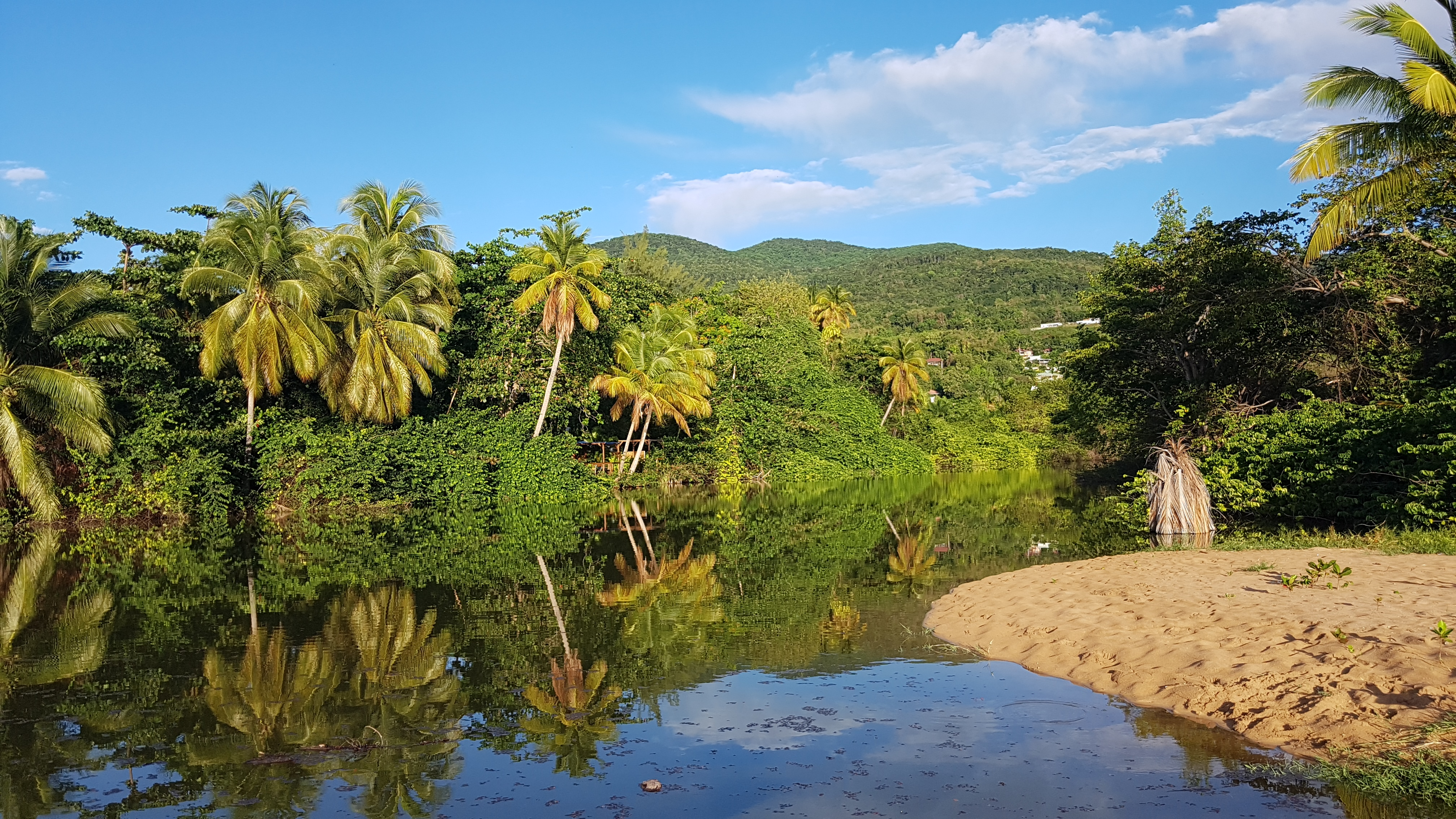
L'étang de Ziotte et la mangrove où se jette la rivière Mitan

Longue d'environ 3 km, la rivière Mitan prend sa source à 552 m d'altitude dans les environs du Dos d’Âne, à la limite des territoires des communes de Sainte-Rose où elle s'écoule vers l'est et de Deshaies avant de trouver son embouchure dans les marais de l'étang Ziotte à Grande Anse.  
Alimentée par aucun tributaire, la rivière Mitan a un cours très irrégulier, parfois asséché, mais qui peut devenir un torrent violent les jours de fortes précipitations.

## Histoire
L'aqueduc de l'habitation-sucrerie Guyonneau y puise son eau entre 1730 et 1870.